# Taler auf die Einnahme von Gotha (1567)

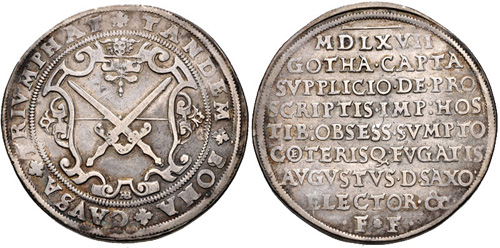
Taler von 1567 auf die Einnahme von Gotha aus der Münzstätte Dresden (Durchmesser 40 mm, 28,62 g)

Der als Taler auf die Einnahme von Gotha bezeichnete Guldengroschen ist eine 1567 geprägte Gedenkmünze des sächsischen Kurfürsten August (1553–1586) mit einem demonstrativ großen Kurschild auf der Vorderseite und neun Zeilen Schrift auf der Rückseite. Die Inschrift beinhaltet die vom Kaiser beauftragte und von Kurfürst August ausgeführte Reichsexekution. Anlass der Prägung war die Beendigung der als letzter Landfriedensbruch geltenden Grumbachschen Händel.

## Münzgeschichtliche Zusammenhänge
Der Schmalkaldische Krieg wurde am 19. Mai 1547 durch die Wittenberger Kapitulation beendet. Die Ernestiner verloren ihre Kurwürde an die Albertiner. Das hatte auch die endgültige Münztrennung zur Folge. Der neue albertinische Kurfürst Moritz (1541–1547–1553) münzte nur noch in seinem eigenen Namen. Nachdem Johann Friedrich der Großmütige (1532–1547–1554) als „geborener Kurfürst“ (natus elector) gestorben war, hatte sein ältester Sohn Johann Friedrich II. (der Mittlere) in den Jahren 1566/1567 sich der falschen Hoffnung hingegeben, die Kurwürde und das verlorene Kurland zurückgewinnen zu können. Der wegen  Landfriedensbruch in der Reichsacht stehende fränkische Reichsritter Wilhelm von Grumbach ermunterte ihn dazu, um seine eigenen Pläne (siehe Grumbachsche Händel) zu verwirklichen. Weil Herzog Johann Friedrich der Mittlere trotz kaiserlichen Verbots Grumbach bei sich aufnahm, wurde die Reichsacht am 12. Dezember 1566 auch über ihn verhängt.
Der albertinische Kurfürst August von Sachsen belagerte im Auftrag des Kaisers Maximilian II. (1564–1576) Gotha und die Burg Grimmenstein. Die Stadt wurde geplündert und erlitt schwere Schäden, der Grimmenstein wurde bis auf die Grundmauern geschleift.
Die Übergabe Gothas erfolgte am 13. April 1567 an Kurfürst August, der als Vollstrecker der Reichsacht seit 24. Dezember 1566 die Stadt und die Burg belagert hatte. 
Nachdem Kurfürst August Gotha eingenommen hatte, ließ er einen Gedenktaler mit demonstrativ großem Kurschild und neunzeiliger Inschrift in größerer Stückzahl (bezogen auf den ersten Typ) prägen.
Als Kriegskostenentschädigung erhielt er vom Kaiser die Ämter Weida, Arnshaugk, Ziegenrück und Sachsenburg. Herzog Johann Friedrich der Mittlere blieb bis zu seinem Tod in habsburgischer Haft. Am 9. Mai 1595 starb er auf Schloss Steyr in Gefangenschaft.

### Tentzels Erläuterung

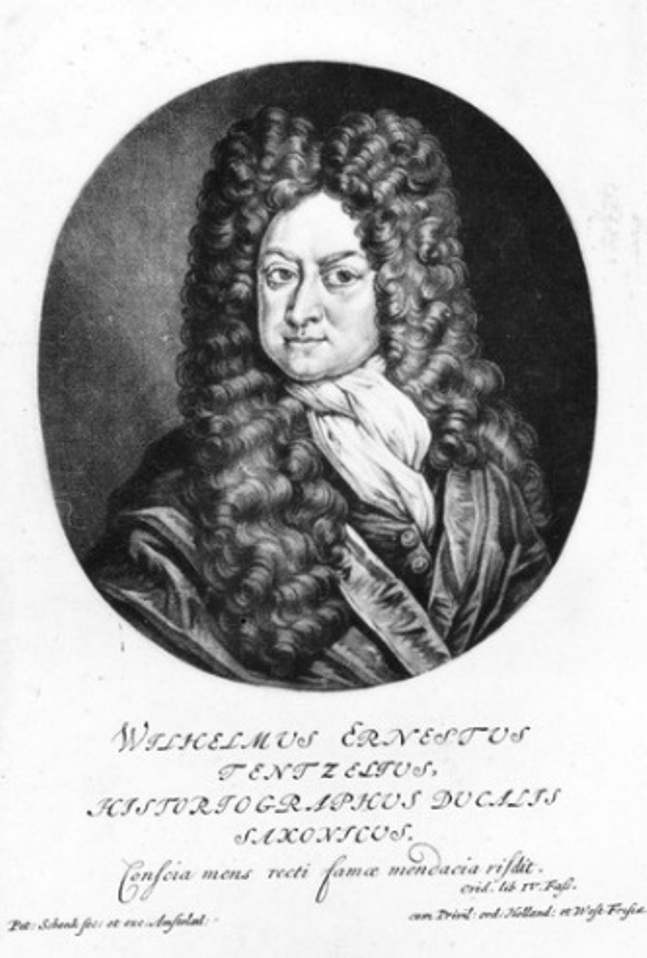
Der Polyhistor Wilhelm Ernst Tentzel.

Nach der Ausgabe des Talers auf die Einnahme von Gotha wurde auch die grausame Hinrichtung der „Reichsfeinde“ bekannt.
Wilhelm Ernst Tentzel erläutert in seiner Saxonia Numismatica die Bestrafung der „geächteten und belägerten“ Feinde. Die beschriebene Bestrafung stammt ursprünglich aus einer, so Tentzel, „völligen Beschreibung dieses Gothaischen Krieges“ die im darauf folgenden Jahr (1568) in Straßburg entdeckt wurde.
Grumbach und der Kanzler Brück wurden demnach

„lebendig geviertheilet. Wilhelm von Stein geköpfft / hernach gevierteilet. Brandenstein geköpfft / Beyer gehenckt. David Baumgartner von Augspurg / als Mit-Schuldiger des Auffruhrs / geköpfft. Der Bauers-Junge / welchen sie zu ihrer Zauberey gemißbraucht hatten / wurde gehenckt. Zuvor aber Hertzog Johann Friedrich gefangen weggeführet. Welches alles Luckius aus Langueti weitläuffiger Erzehlung kurz zusammen ziehet.“

Es scheint, so Tentzel,

„[…] Chur-Fürst August habe um keiner andern Ursache willen das blosse Schild mit den Creutz-weise gelegten Chur-Schwerdtern auff diese Thaler gesetzt / alß anzuzeigen / daß er nunmehro erst recht Chur-Fürst wäre […].“

Die Vorderseite zeigt als Münzbild allein den demonstrativ großen Kurschild. Auf das sonst übliche herzoglich-sächsische Wappenschild hat der Kurfürst verzichtet.

### Köhlers Erklärungen zu den Hauptpersonen der Episode
Johann David Köhler befasste sich in seiner wöchentlich erscheinenden Historischen Münzbelustigung ausführlich mit den drei Hauptpersonen „dieses Trauerspieles“. Das sind Herzog Johann Friedrich der Mittlere, Ritter Wilhelm von Grumbach sowie der Sachsen-Gothaer Kanzler Christian Brück.
Aus seinen umfangreichen historischen Erklärungen kann Folgendes hier ergänzt werden:

#### Kanzler Christian Brück
„Er muß gleich nach des gebohrenen Churfürstens, Joh. Friedrichs zu Sachsen  A. 1554 erfolgten Ablebens“, so Köhler, „von dessen drey gemeinschaftlichen regierenden Söhnen […] zum Rath und Cantzler […] angenommen [worden sein]“.
Nach der Einnahme von Gotha wurde Christian Brück am 18. April 1567 wegen Landfriedensbruch verurteilt, nachdem er vorher am 14. April „peinlich befragt“ wurde. Noch am Tag der Verurteilung erfolgte die grausame Hinrichtung. Er „ist in 4 Stücken zerschnitten und vertheilet worden.“ Die gevierteilte Leiche Brücks wurde „auf die Strassen bei der Leine-Mühle gegen Waltershausen zu aufgestecket“.

#### Ritter Wilhelm von Grumbach
Der „muthwillige Haupt-Aufrührer“ Wilhelm von Grumbach hat, nach den von Köhler genannten Anklagepunkten Eins bis Vier, den „Markgräflichen Krieg erregt“, den Bischof zu Würzburg Melchior Zobel in Würzburg erschießen lassen, die Stadt Würzburg mit 800 Mann überfallen und geplündert sowie Kurfürst August von Sachsen „nach Leib und Leben getrachtet“.
Grumbach wurde mit Kanzler Christian Brück und Wilhelm von Stein am 18. April 1567 auf dem Marktplatz von Gotha gevierteilt.

#### Herzog Johann Friedrich der Mittlere
Die Verhaftung Herzog Friedrichs des Mittleren erfolgte, weil er aus „Eigensinn und Vermessenheit“ dem geächteten „Grumbach und seinen Mitgenossen“ beharrlich Aufenthalt und Unterschlupf gewährt hat. Gotha und die Burg Grimmenstein wurden vom 24. Dezember 1566 bis zum 13. April des folgenden Jahres belagert und zur Übergabe gebracht.
In einer eigenhändigen Notiz beklagte der gefangene Herzog Friedrich, dass man „durch untreuer Leut pracktiken dey [sic] Festung Grimstein und Gottaw one Ursach aufgeben“ habe.
Kurfürst August war bis zu seinem Tod 1595 Vormund der beiden Söhne des in kaiserlicher Haft sitzenden Herzogs. Die Prinzen Johann Casimir und Johann Ernst waren wahrscheinlich froh darüber, dass sie wieder in die väterlichen Besitzungen eingesetzt wurden. Sie haben auf jegliche Extravaganzen verzichtet.

## Münzbeschreibung
Der als „Taler auf die Einnahme von Gotha“ bezeichnete Guldengroschen kommt in drei Varianten vor:
- mit der Jahreszahl auf der Rückseite (häufig)
- mit der Jahreszahl auf beiden Seiten[18] (nicht so häufig)
- als Talerklippe (sehr selten)

Von der ersten Variante existiert ein vierfacher Dicktaler, der äußerst selten ist.
Kurfürst August ließ den Guldengroschen in der Münzstätte Dresden unter Münzmeister Hans Biener (1556–1601), dem ersten Münzmeister der 1556 neu errichteten Dresdner Münze, prägen.
Die nach dem sächsischen Münzfuß (1558–1571) geprägte silberne Talermünze  wiegt theoretisch 29,00 Gramm (die abgebildete Münze 28,62 Gramm), der Durchmesser beträgt 40 Millimeter. Nach der sächsischen Münzordnung vom 27. September 1558 wurde der Guldengroschen im Wert zu 24 Groschen mit einem Silberfeingehalt von 14 Lot 8 Grän = 902,78 ‰ ausgeprägt.

### Vorderseite
(Münzbild siehe oben)

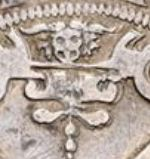
Maskaron auf der Vorderseite

Die Vorderseite zeigt einen  demonstrativ großen Kurschild in einer Renaissancekartusche. Unter dem Wappenschild befindet sich das Münzmeisterzeichen HB (ligiert) des Münzmeisters Hans Biener, oben ein Maskaron.
- Umschrift: +TANDEM+BONA+CAVSA+TRIVMPHAT
  - Übersetzung: Endlich siegt die gute Sache.[21]

### Rückseite
- Neun Zeilen Schrift: MDLXVII / GOTHA •  CAPTA / SVPPLICIO • DE • PRO / SCRIPTIS • IMP(erii) : HOS / TIB(us) : OBSESS(is) • SVMPTO / COETERISQ(ue) • FVGATIS / AVGVSTVS • D(ux) • SAXO(niae) / ELECTOR • &c  /• F(ieri) • F(ecit) •
  - Übersetzung: Als 1567 Gotha eingenommen, die Strafe an den geächteten belagerten Reichsfeinden vollzogen und die übrigen in die Flucht geschlagen worden, ließ August, Herzog zu Sachsen und Kurfürst, (diese Münze) machen.[22]